# Jaskinia Okopy Górna
Jaskinia Okopy Górna – jaskinia krasowa w Dolinie Prądnika w Ojcowskim Parku Narodowym. Znajduje się na wzgórzu Okopy na wysokości około 390 m n.p.m.

## Opis jaskini
Otwory jaskini znajdują się w ścianie poniżej punktu widokowego na wzgórzu Okopy i są trudno dostępne. Otwór zachodni znajduje się na dość dużej skalnej półce i jest dobrze widoczny z przeciwległego stoku Doliny Prądnika. Pomiędzy dwoma otworami przebiega obszerny, o owalnym przekroju korytarz, który w 2/3 długości zmienia kierunek i prowadzi do otworu północnego w pionowej ścianie. Od korytarza odgałęzia się meandrujący ciąg boczny, dużo węższy, prowadzący do niewielkiej salki. Łączna długość całej jaskini wynosi 58 m.
Jaskinia powstała w późnojurajskim wapieniu skalistym na systemie prostopadłych do siebie pionowych i rozmytych spękań ciosowych, oraz ukośnym pęknięciu ciosowym lub nachylonej powierzchni uławicenia. Pierwotnie namulisko jaskini składało się z dwóch zasadniczych warstw; górnej warstwy próchnicznej i leżącej pod nią, a bezpośrednio na spągu żółtej gliny. Warstwa próchniczna miała średnią miąższość 35 cm, warstwa gliny do 0,5 m. Namulisko to zostało całkowicie wybrane podczas wykopalisk archeologicznych. Obecnie namulisko jest cienkie, gliniaste z gruzem wapiennym, pokryte niewielką ilością liści, a miejscami goły spąg. Wskutek wybrania namuliska korytarze jaskini mają przekrój okrągły lub owalny. Nacieki występują w formie polew kalcytowych, drobnych stalaktytów, żeber naciekowych i nacieków grzybkowych.
Jaskinia jest sucha, w głębi ciemna. W korytarzu pomiędzy otworami jest silny przewiew powietrza. W pobliżu otworów ściany są pokryte glonami, a miejscami także porostami i mchami. Na spągu w zasięgu okapu otworu zachodniego liczne rośliny wyższe. W jaskini stwierdzono występowanie wielu gatunków bezkręgowców.

## Historia poznania
Jaskinia znana była od dawna. Pierwsza wzmianka o niej pochodzi z 1899 roku od Stanisława Jana Czarnowskiego. W 1924 roku jaskinię uznano za zabytek. Zinwentaryzował ją Kazimierz Kowalski w 1947 roku
W jaskini tej S.J. Czarnowski prowadził badania archeologiczne. W osadach jaskini znaleziono pozostałości pięciu ognisk. Największe z nich, znajdujące się w otworze zachodnim, miało powierzchnię do 10 m². W warstwach próchnicznych  Czarnowski znalazł artefakty pochodzące z neolitu i młodsze. Była to ceramika, wyroby krzemienne, kamienne, kościane, rogowe, żelazne, ołowiane i srebrne. Znaleziska archeologiczne dowodzą, że jaskinia była wykorzystywana jako okresowe schronienie od czasów przedhistorycznych do współczesnych. Podczas ostatniej wojny znajdowała się w niej radiostacja Armii Krajowej.
Jaskinia leży na terenie parku narodowego, zwiedzanie wymaga zgody dyrekcji Ojcowskiego Parku Narodowego.